# داميان شزباك
داميان شزباك (بالبولندية: Damian Szpak)‏ هو لاعب كرة قدم بولندي في مركز الهجوم، ولد في 22 سبتمبر 1993 في لوبلين في بولندا. لعب مع Motor Lublin ‏.